# Elina Norandi
Elina Norandi (Montevideo, Uruguay) es una historiadora y crítica de arte española que se dedica a investigar la iconografía producida por mujeres artistas, principalmente pertenecientes a la vanguardia europea y latinoamericana. También fue una de las primeras investigadoras en el Estado español en afrontar temas relativos a la representación artística de la experiencia lesbiana y queer.

## Trayectoria profesional
De muy corta edad Norandi se trasladó a vivir a Barcelona, donde desarrolló toda su etapa de formación. Se licenció en Historia del arte y realizó el doctorado en Historia, Teoría y Crítica del Arte en el Departamento de Historia del Arte de la Universidad de Barcelona. Ejerce como profesora titular de Historia del Arte en la Escuela Superior de Arte y Diseño Llotja de Barcelona. Estudió el Máster en Estudios de las Mujeres por el Centro de Investigación de Mujeres Duoda de la Universidad de Barcelona, donde ejerció como investigadora y profesora de la asignatura "Imágenes y vivencias de mujeres en la Historia del Arte". También ha impartido clases como profesora invitada en el programa de diplomatura "El feminismo en América Latina: Aportaciones teóricas y vindicaciones políticas" de la Universidad Nacional Autónoma de México (UNAM).
Es autora del libro sobre la artista rusa afincada en Barcelona Olga Sacharoff, Al-Mudayna, 2006, artista que trabaja en su tesis doctoral y de la que ha publicado varios artículos. Ha coordinado el libro Ellas y nosotras: Estudios lesbianos sobre literatura escrita en castellano, publicado en la Editorial Egales en 2010.
Ha publicado numerosos artículos y ensayos -en castellano, en catalán y en inglés- en varios medios, acerca de la iconografía artística producida por mujeres artistas de las vanguardias históricas y a la representación visual y literaria de la experiencia lesbiana.En el año 2007, dirigió la publicación del estudio de la pintura de Frida Kahlo relatado por diecisiete mujeres, como Carmen Alborch, Alicia Giménez Bartlett y Astrid Hadad entre otras, con el fin de conocer las ideas y sentimientos que inspira la pintura de la artista mexicana. También ha participado en el libro "Las Humoristas. Ensayo poco serio sobre mujeres y humor" publicado en Icaria Editorial, con el capítulo "Risas de vanguardia: ironía y humor en las pintoras del s. XX (1900-1950)". Otros artículos son:  La piel de la palestra, "Cosiendo retazos de vidas: la experiencia lesbiana en el cómic actual"
Como curadora ha trabajado, sobre todo, comisariando exposiciones individuales de artistas actuales como Sandra March, Verónica Coulter, Antonio J. , Clarissa Cestari, Yuko Yamada, Magdalena Duran, etc, así como numerosas exposiciones colectivas de artistas contemporáneos. También ha comisariado la exposición antológica de Núria Llimona (2004) en el Centre de Cultura de Dones Francesca Bonnemaison de Barcelona y la muestra "Olga Sacharoff: Pintura, poesia i emancipació" en el Museu d'Art de Girona.
Además colabora con la revista m-arteyculturavisual, en cuyo espacio ha publicado varias reseñas de exposiciones y entrevistas como la realizada a la historiadora del arte española especializada en la iconografía de la mujer en el arte Erika Bornay
Como historiadora feminista ha formado parte de la junta directiva de la asociación Mujeres en las Artes Visuales,  y fue directora en Cataluña del Festival Miradas de Mujeres del año 2013 y delegada en Cataluña en la edición del año siguiente.